# Gnophos anthracinaria
Gnophos anthracinaria är en fjärilsart som beskrevs av Eugen Johann Christoph Esper 1799. Gnophos anthracinaria ingår i släktet Gnophos och familjen mätare. Inga underarter finns listade i Catalogue of Life.